# Papillaria araucarieti
Papillaria araucarieti är en bladmossart som beskrevs av C. Müller 1901. Papillaria araucarieti ingår i släktet Papillaria och familjen Meteoriaceae. Inga underarter finns listade i Catalogue of Life.